# 프루덴 산체스
프루덴시오 산체스 페르난데스(스페인어: Prudencio Sánchez Fernández; 1916년 9월 1일, 카스티야 이 레온 주 바빌라푸엔테 ~ 1998년 2월 25일, 마드리드)는 줄여서 프루덴(스페인어: Pruden)으로 알려진 스페인의 전 축구 선수로, 살라망카, 아틀레티코 아비아시온(오늘날의 아틀레티코 마드리드), 레알 마드리드, 그리고 사라고사에서 활약했다.

## 클럽 경력
그는 살라망카에서 1934-35 시즌에 지역 리그에서 원년 일원으로 프로 무대 신고식을 치렀다. 스페인 내전이 끝나고 그 다음 시즌인 1939-40 시즌, 소속 구단은 스페인의 2부 리그인 세군다 디비시온으로 승격되었다. 이후, 그는 아틀레티코 아비아시온으로 이적하여 33골을 넣어 피치치의 주인공이 되는 것은 물론 소속 구단의 라 리가 우승을 견인했다. 그는 이후 친정인 살라망카로 복귀해 2년을 보냈고, 소속 구단의 승격이 수포로 돌아가자, 그는 레알 마드리드로 이적했다. 그는 레알 마드리드 소속으로 5년을 보냈으나, 당시 암흑기였던 마드리드 선수단은 한 번도 리그 우승을 거두지 못했다. 그러나, 1946년과 1947년에 연달아 코파 델 헤네랄리시모를 우승했고, 두 번의 결승전에서 모두 득점을 올렸다. 그는 3부 리그인 테르세라 디비시온에 속한 사라고사 소속으로 프로 무대 활약에 마침표를 찍었다.